# Serie de Appel
En matemáticas, una serie de Appell, llamada así por Paul Émile Appell, es cualquier serie polinómica {\displaystyle \{p_{n}(x)\}_{n=0,1,2,\ldots }} que satisface la identidad
{\displaystyle {\frac {d}{dx}}p_{n}(x)=np_{n-1}(x),}
y en la que {\displaystyle p_{0}(x)} es una constante distinta de cero.
Entre las series de Appell más notables, además del ejemplo trivial {\displaystyle \{x^{n}\}}, se encuentran los polinomios de Hermite, los polinomios de Bernoulli y el polinomio de Euler. Cada serie de Appell es una serie de Sheffer, aunque la mayoría de las series de Sheffer no son series de Appell.

## Caracterizaciones equivalentes de las series de Appell
Puede verse con facilidad que las siguientes condiciones de las series polinómicas son equivalentes:
- Para {\displaystyle n=1,2,3,\ldots },

{\displaystyle {\frac {d}{dx}}p_{n}(x)=np_{n-1}(x)}
y {\displaystyle p_{0}(x)} es una constante distinta de cero;
- Para alguna serie {\textstyle \{c_{n}\}_{n=0}^{\infty }} de escalares con {\displaystyle c_{0}\neq 0},

{\displaystyle p_{n}(x)=\sum _{k=0}^{n}{\binom {n}{k}}c_{k}x^{n-k};}
- Para la misma serie de los escalares,

{\displaystyle p_{n}(x)=\left(\sum _{k=0}^{\infty }{\frac {c_{k}}{k!}}D^{k}\right)x^{n},}
donde
{\displaystyle D={\frac {d}{dx}};}
- Para {\displaystyle n=0,1,2,\ldots },

{\displaystyle p_{n}(x+y)=\sum _{k=0}^{n}{\binom {n}{k}}p_{k}(x)y^{n-k}.}

## Fórmula de recursión
Supóngase que
{\displaystyle p_{n}(x)=\left(\sum _{k=0}^{\infty }{c_{k} \over k!}D^{k}\right)x^{n}=Sx^{n},}
donde se toma la última igualdad para definir el operador lineal {\displaystyle S} en el espacio de polinomios en {\displaystyle x}. Sea
{\displaystyle T=S^{-1}=\left(\sum _{k=0}^{\infty }{\frac {c_{k}}{k!}}D^{k}\right)^{-1}=\sum _{k=1}^{\infty }{\frac {a_{k}}{k!}}D^{k}}
el operador inverso, los coeficientes {\displaystyle a_{k}} son los del recíproco habitual de una serie formal de potencias, de modo que
{\displaystyle Tp_{n}(x)=x^{n}.\,}
En las convenciones del cálculo umbral, a menudo se considera que esta serie formal de potencias {\displaystyle T} representa la serie de {\displaystyle p_{n}} de Appell. Se puede definir
{\displaystyle \log T=\log \left(\sum _{k=0}^{\infty }{\frac {a_{k}}{k!}}D^{k}\right)}
utilizando la expansión en serie de potencias habitual de la función {\displaystyle \log(x)} y la definición habitual de composición de serie formal de potencias. Entonces, se tiene que
{\displaystyle p_{n+1}(x)=(x-(\log T)')p_{n}(x).\,}
(Esta diferenciación formal de una serie de potencias en el operador diferencial {\displaystyle D} es una instancia de la diferencial de Pincherle).
En el caso de los polinomios de Hermite, esto se reduce a la fórmula de recursión convencional para esa serie.

## Subgrupo de los polinomios de Sheffer
El conjunto de todas las series de Appell se cierra bajo la operación de la composición umbral de series polinómicas, que se define a continuación. Supóngase que {\displaystyle \{p_{n}(x)\colon n=0,1,2,\ldots \}} y {\displaystyle \{q_{n}(x)\colon n=0,1,2,\ldots \}} son series polinomiales, dadas por
{\displaystyle p_{n}(x)=\sum _{k=0}^{n}a_{n,k}x^{k}{\text{ and }}q_{n}(x)=\sum _{k=0}^{n}b_{n,k}x^{k}.}
Entonces, la composición de umbral {\displaystyle p\circ q} es la serie polinomial cuyo término {\displaystyle n}th es
{\displaystyle (p_{n}\circ q)(x)=\sum _{k=0}^{n}a_{n,k}q_{k}(x)=\sum _{0\leq k\leq \ell \leq n}a_{n,k}b_{k,\ell }x^{\ell }}
(El subíndice {\displaystyle n} aparece en {\displaystyle p_{n}}, ya que este es el término {\displaystyle n}th de esa serie, pero no en {\displaystyle q}, ya que se refiere a la serie como un todo en lugar de a uno de sus términos).
Bajo esta operación, el conjunto de todas las series de Sheffer es un grupo no abeliano, pero el conjunto de todas las series de Appell es un subgrupo abeliano. Se puede ver que es abeliano considerando el hecho de que cada serie de Appell es de la forma
{\displaystyle p_{n}(x)=\left(\sum _{k=0}^{\infty }{\frac {c_{k}}{k!}}D^{k}\right)x^{n},}
y que la composición umbral de las series de Appell corresponde a la multiplicación de estas series formales de potencias mediante el operador {\displaystyle D}.

## Otra convención diferente
Otra convención seguida por algunos autores (véase Chihara) define este concepto de una manera diferente, en conflicto con la definición original de Appell, usando la identidad
{\displaystyle {d \over dx}p_{n}(x)=p_{n-1}(x)}
en lugar del criterio anterior.